# Oostelijke junglekraai
De oostelijke junglekraai (Corvus levaillantii) is een zangvogel uit de familie Corvidae (kraaien). Deze vogel is genoemd naar de Franse ontdekkingsreiziger en ornitholoog François Levaillant.

## Verspreiding en leefgebied
Deze soort komt voor van noordoostelijk India tot noordelijk Maleisië.

## Status
De oostelijk junglekraai komt niet als aparte soort voor op de lijst van het IUCN, maar is daar een ondersoort van de dikbekkraai (Corvus macrorhynchos levaillantii).